# Campeonato de España de Invierno de Natación 2020
El LXIV Campeonato de España de Invierno de Natación se celebró en Castellón de la Plana entre el 20 y el 22 de noviembre de 2020 bajo la organización de la Real Federación Española de Natación (RFEN) y la Federación de Natación de la Comunidad Valenciana.
Las competiciones se realizaron en las Instalaciones Deportivas Gaetà Huguet de la ciudad valenciana.

## Resultados

### Masculino
| Evento                    | Oro                                                                                    | Plata                                                                                   | Bronce                                                                                      |
| ------------------------- | -------------------------------------------------------------------------------------- | --------------------------------------------------------------------------------------- | ------------------------------------------------------------------------------------------- |
| 50 m libre (21.11)        | Konrad Czerniak Madrid N. C. 21,47                                                     | Juan Francisco Segura C. D. SEK 21,99                                                   | Beltrán Rodríguez Madrid N. C. 22,08                                                        |
| 100 m libre (21.11)       | Konrad Czerniak Madrid N. C. 47,36                                                     | César Castro C. N. Santa Olaya 48,13                                                    | Moritz Berg Real Canoe N. C. 48,22                                                          |
| 200 m libre (22.11)       | César Castro C. N. Santa Olaya 1:44,70                                                 | Francisco Arévalo Madrid N. C. 1:45,62                                                  | Sergio de Celis C. N. Sabadell 1:45,70                                                      |
| 400 m libre (21.11)       | Miguel Durán C. N. Terrassa 3:43,07                                                    | Sergio de Celis C. N. Sabadell 3:45,86                                                  | Ferran Julià C. E. Mediterrani 3:46,44                                                      |
| 1500 m libre (20.11)      | Raúl Santiago C. N. Sant Andreu 14:51,84                                               | Albert Escrits C. N. Sant Andreu 14:56,19                                               | Ferran Julià C. E. Mediterrani 14:58,42                                                     |
| 50 m espalda (22.11)      | Juan Francisco Segura C. D. SEK 24,22                                                  | Héctor Fontabella C. N. Delfín 24,23                                                    | Sergio Campos C. N. Santa Olaya 24,54                                                       |
| 100 m espalda (20.11)     | Juan Francisco Segura C. D. SEK 52,99                                                  | Nicolás García C. D. Gredos San Diego 53,22                                             | Héctor Fontabella C. N. Delfín 53,35                                                        |
| 200 m espalda (21.11)     | Hugo González Real Canoe N. C. 1:55,13                                                 | Nicolás García C. D. Gredos San Diego 1:55,18                                           | Diego Mira C. N. Sabadell 1:57,49                                                           |
| 50 m braza (22.11)        | Mario Navea Madrid N. C. 27,07                                                         | David Benítez C. N. Terrassa 27,49                                                      | Sergio Ortega C. D. Gredos San Diego 27,51                                                  |
| 100 m braza (21.11)       | Mario Navea Madrid N. C. 59,27                                                         | Gonzalo Carazo C. D. Gredos San Diego 59,29                                             | Hugo González Real Canoe N. C. 1:00,12                                                      |
| 200 m braza (20.11)       | Álex Castejón C. N. Sabadell 2:09,01                                                   | Jaime Morote C. D. SEK 2:09,42                                                          | Joan Ballester C. E. Mediterrani 2:10,19                                                    |
| 50 m mariposa (21.11)     | Beltrán Rodríguez Madrid N. C. Konrad Czerniak Madrid N. C. 23,29                      | —                                                                                       | Alberto Lozano C. E. Mediterrani 23,46                                                      |
| 100 m mariposa (21.11)    | Konrad Czerniak Madrid N. C. 51,38                                                     | Alberto Lozano C. E. Mediterrani 52,41                                                  | Hugo González Real Canoe N. C. 52,84                                                        |
| 200 m mariposa (20.11)    | Joan Lluís Pons C. N. Sant Andreu 1:55,66                                              | Francisco Arévalo Madrid N. C. 1:57,00                                                  | Moritz Berg Real Canoe N. C. 1:57,64                                                        |
| 100 m estilos (20.11)     | Marc Sánchez C. N. Voltor Balear 54,45                                                 | Moritz Berg Real Canoe N. C. 54,65                                                      | Juan Francisco Segura C. D. SEK 54,69                                                       |
| 200 m estilos (22.11)     | Hugo González Real Canoe N. C. 1:55,33                                                 | Marc Sánchez C. N. Voltor Balear 1:56,61                                                | Joan Lluís Pons C. N. Sant Andreu 1:58,01                                                   |
| 400 m estilos (21.11)     | Joan Lluís Pons C. N. Sant Andreu 4:05,75                                              | Marc Sánchez C. N. Voltor Balear 4:10,65                                                | Álex Castejón C. N. Sabadell 4:13,74                                                        |
| 4 × 50 m libre (20.11)    | Madrid N. C. Beltrán Rodríguez Konrad Czerniak Francisco Arévalo Óscar Pascual 1:26,81 | Real Canoe N. C. Moritz Berg Marcos Rico Hugo González Rubén González 1:29,03           | C. E. Mediterrani Albert Puig Alberto Lozano Guillem Ramia Francho Artal 1:29,45            |
| 4 × 100 m libre (21.11)   | Madrid N. C. Francisco Arévalo Beltrán Rodríguez Antoni Mulet Konrad Czerniak 3:14,84  | Real Canoe N. C. Marcos Rico Hugo González Moritz Berg Guillermo Sánchez 3:15,08        | C. N. Santa Olaya César Castro Alexander Armstrong Alejandro Martínez Sergio Campos 3:16,83 |
| 4 × 200 m libre (20.11)   | Madrid N. C. Francisco Arévalo Konrad Czerniak Iñigo Pravia Antoni Mulet 7:08,02       | C. N. Terrassa Miguel Durán Marcos Gil Mario Mollà Izan Cubillas 7:15,12                | C. N. Sant Andreu Marc Calzada Raúl Santiago Unai Arruabarrena Albert Escrits 7:16,00       |
| 4 × 50 m estilos (21.11)  | Madrid N. C. Francisco Arévalo Mario Navea Konrad Czerniak Óscar Pascual 1:36,71       | C. D. Gredos San Diego Nicolás García Sergio Ortega Raúl Sánchez Gonzalo Carazo 1:37,79 | C. N. Santa Olaya Sergio Campos Juan Luís Vega Alejandro Martínez César Castro 1:37,81      |
| 4 × 100 m estilos (22.11) | Madrid N. C. Francisco Arévalo Mario Navea Konrad Czerniak Beltrán Rodríguez 3:31,06   | C. E. Mediterrani Albert Puig Joan Ballester Alberto Lozano Francho Artal 3:35,05       | C. N. Santa Olaya Alexander Armstrong Juan Luís Vega Sergio Campos César Castro 3:35,83     |

### Femenino
| Evento                    | Oro                                                                                  | Plata                                                                        | Bronce                                                                              |
| ------------------------- | ------------------------------------------------------------------------------------ | ---------------------------------------------------------------------------- | ----------------------------------------------------------------------------------- |
| 50 m libre (21.11)        | Lidón Muñoz C. N. Sant Andreu 24,25                                                  | Marta González C. N. Sant Andreu 25,02                                       | Rosa Peris C. N. Castalia Castellón Costa Azahar 25,53                              |
| 100 m libre (21.11)       | Lidón Muñoz C. N. Sant Andreu 53,35                                                  | Marta González C. N. Sant Andreu 54,09                                       | Melani Costa C. N. Terrassa 55,19                                                   |
| 200 m libre (22.11)       | Marta González C. N. Sant Andreu 1:58,83                                             | Nerea Ibáñez C. N. Sabadell 1:59,24                                          | Melani Costa C. N. Terrassa 1:59,50                                                 |
| 400 m libre (21.11)       | África Zamorano C. N. Sant Andreu 4:05,97                                            | Beatriz Gómez C. N. Santa Olaya 4:09,30                                      | Alba Herrero C. N. Tenis Elche 4:10,31                                              |
| 800 m libre (20.11)       | Beatriz Gómez C. N. Santa Olaya 8:30,03                                              | Aroa Silva C. N. Santa Olaya 8:36,75                                         | Catalina Corró C. N. Sabadell 8:37,31                                               |
| 50 m espalda (22.11)      | Mireia Pradell C. N. Barcelona Lidón Muñoz C. N. Sant Andreu 27,30                   | —                                                                            | Paloma de Bordóns C. N. Bahía de Cádiz 27,59                                        |
| 100 m espalda (20.11)     | África Zamorano C. N. Sant Andreu 58,69                                              | Paloma de Bordóns C. N. Bahía de Cádiz 59,00                                 | Claudia Espinosa C. N. Sant Andreu 59,98                                            |
| 200 m espalda (21.11)     | África Zamorano C. N. Sant Andreu 2:04,06                                            | Paloma de Bordóns C. N. Bahía de Cádiz 2:08,65                               | Claudia Espinosa C. N. Sant Andreu 2:09,31                                          |
| 50 m braza (22.11)        | Jessica Vall C. N. Sant Andreu 30,76                                                 | María Ramos C. D. Gredos San Diego 31,35                                     | Txell Domènech C. E. Mediterrani 31,67                                              |
| 100 m braza (21.11)       | Jessica Vall C. N. Sant Andreu 1:05,11                                               | Marina García C. N. Sabadell 1:07,80                                         | Inés Sancho C. D. Gredos San Diego 1:07,98                                          |
| 200 m braza (20.11)       | Jessica Vall C. N. Sant Andreu 2:21,19                                               | Marina García C. N. Sabadell 2:23,87                                         | Inés Sancho C. D. Gredos San Diego 2:24,72                                          |
| 50 m mariposa (21.11)     | Lidón Muñoz C. N. Sant Andreu 26,62                                                  | Aina Hierro C. N. Palma 26,96                                                | Rosa Peris C. N. Castalia Castellón Costa Azahar 27,37                              |
| 100 m mariposa (21.11)    | Aina Hierro C. N. Palma 59,63                                                        | Alba Guillamón C. N. Sant Andreu 59,69                                       | Maider Redin C. N. Easo 59,80                                                       |
| 200 m mariposa (20.11)    | Catalina Corró C. N. Sabadell 2:08,94                                                | Marta Bonilla C. N. Churriana 2:10,89                                        | Carlota Torrontegui C. D. N. Inacua Málaga 2:11,74                                  |
| 100 m estilos (20.11)     | Lidón Muñoz C. N. Sant Andreu 1:00,43 RN                                             | Jessica Vall C. N. Sant Andreu 1:01,44                                       | Aina Hierro C. N. Palma 1:02,61                                                     |
| 200 m estilos (22.11)     | África Zamorano C. N. Sant Andreu 2:09,26                                            | Emma Carrasco C. E. INEF Lleida 2:12,10                                      | Catalina Corró C. N. Sabadell 2:12,42                                               |
| 400 m estilos (21.11)     | Catalina Corró C. N. Sabadell 4:36,44                                                | Marina García C. N. Sabadell 4:44,39                                         | Emma Carrasco C. E. INEF Lleida 4:44,84                                             |
| 4 × 50 m libre (20.11)    | C. N. Sant Andreu Lidón Muñoz Marta González Alba Guillamón Jessica Vall 1:40,90     | C. N. Sabadell Carla Seco Marina García Nerea Ibáñez Catalina Corró 1:44,61  | C. N. Tenis Elche Alba Herrero Mariam Parreño Bárbara Blázquez Paula Ruiz 1:44,66   |
| 4 × 100 m libre (21.11)   | C. N. Sant Andreu Marta González Lidón Muñoz Alba Guillamón África Zamorano 3:37,96  | C. N. Sabadell Nerea Ibáñez Catalina Corró Carla Seco Marina García 3:44,41  | C. N. Tenis Elche Paula Ruiz Alba Herrero Mariam Parreño Sara Micó 3:47,01          |
| 4 × 200 m libre (20.11)   | C. N. Sant Andreu África Zamorano Marta González Laura Amor Lidón Muñoz 7:53,17      | C. N. Sabadell Nerea Ibáñez Aina Oliván Marina García Catalina Corró 7:55,70 | C. N. Santa Olaya Beatriz Gómez Laura Lorenzo Helena Robla Aroa Silva 8:06,82       |
| 4 × 50 m estilos (21.11)  | C. N. Sant Andreu África Zamorano Jessica Vall Alba Guillamón Lidón Muñoz 1:48,26 RN | C. N. Sabadell Carla Seco Marina García Catalina Corró Nerea Ibáñez 1:52,97  | C. D. Gredos San Diego Carmen Alard María Ramos Irene Berbel Marta Beesmans 1:53,48 |
| 4 × 100 m estilos (22.11) | C. N. Sant Andreu África Zamorano Jessica Vall Alba Guillamón Lidón Muñoz 3:58,13    | C. N. Sabadell Carla Seco Marina García Catalina Corró Nerea Ibáñez 4:05,79  | C. N. Barcelona Mireia Pradell Nàdia Tudó María Cerezo Belén Díaz 4:09,85           |

## Clasificaciones
A continuación se detalla el Top 10 de las clasificaciones masculina y femenina:

### Clasificación masculina
| Puesto            | Club                   | Puntos |
| ----------------- | ---------------------- | ------ |
| Medalla de oro    | C. N. Terrassa         | 21 002 |
| Medalla de plata  | C. D. Gredos San Diego | 17 794 |
| Medalla de bronce | C. N. Sant Andreu      | 16 273 |
| 4                 | Real Canoe N. C.       | 15 513 |
| 5                 | C. N. Santa Olaya      | 14 786 |
| 6                 | C. E. Mediterrani      | 13 940 |
| 7                 | Madrid N. C.           | 12 018 |
| 8                 | C. N. Sabadell         | 11 125 |
| 9                 | C. D. El Valle         | 8 245  |
| 10                | C. N. Alcalá           | 8 113  |

### Clasificación femenina
| Puesto            | Club                   | Puntos |
| ----------------- | ---------------------- | ------ |
| Medalla de oro    | C. N. Sant Andreu      | 23 388 |
| Medalla de plata  | C. N. Sabadell         | 17 837 |
| Medalla de bronce | C. D. Gredos San Diego | 15 354 |
| 4                 | C. E. Mediterrani      | 13 519 |
| 5                 | C. N. Tenis Elche      | 12 688 |
| 6                 | C. N. Terrassa         | 11 747 |
| 7                 | C. D. N. Bidasoa XXI   | 9 672  |
| 8                 | C. N. Barcelona        | 9 102  |
| 9                 | C. N. Palma            | 8 827  |
| 10                | C. N. Santa Olaya      | 7 850  |